# Centropodia mossamedensis
Centropodia mossamedensis là một loài thực vật có hoa trong họ Hòa thảo. Loài này được (Rendle) Cope mô tả khoa học đầu tiên năm 1983.